# Manx Airlines
Manx Airlines war eine von 1947 bis 1958 existierende britische Fluggesellschaft mit Sitz auf dem Flughafen Ronaldsway, Isle of Man.
Von 1982 bis 2002 existierte eine weitere Gesellschaft mit dem Namen Manx Airlines (1982), die ebenfalls vom Flughafen Ronaldsway aus eine bunt gemischte Flotte von 19 verschiedenen Flugzeugtypen betrieb. Die Typen mit größerer Stückzahl waren BAe ATP, Short 360, BAe Jetstream 41 und Vickers Viscount.

## Geschichte
Manx Airlines wurde im Mai 1947 gegründet und trug zu Beginn den Namen Manx Air Charters. Der Betrieb wurde mit zwei De Havilland DH.89 Dragon Rapide aufgenommen.
Im Februar 1953 wurde der Firmenname in Manx Airlines geändert und in der Folge zwei Douglas DC-3 erworben, die mit 34 Sitzplätzen ausgestattet wurden. 
Im Mai 1956 wurde Manx Airlines durch British Aviation Services übernommen, zu deren Unternehmensgruppe auch Silver City Airways gehörte. Zunächst blieb Manx Airlines noch als Tochtergesellschaft unter eigenem Namen bestehen. Die verbliebene DC-3 wurde durch zwei Bristol 170 der Silver City ersetzt. Für die Sommersaison wurden eine dritte Bristol 170 sowie zwei De Havilland DH.114 Heron von Silver City übernommen.
Nach einem zweiten, sehr schweren Flugunfall im Jahr 1958 nahe Manchester mit der Bristol 170 G-AICS am 27. Februar 1958, bei dem 35 Passagiere ums Leben kamen, wurde Manx Airlines komplett in Silver City Airways integriert. Nach Auflösung der Gesellschaft nutzte Silver City Airways die Marke Manx Airlines für ihre Verbindungen zur Isle of Man weiter. Die eingesetzten Flugzeuge trugen allerdings keine entsprechende Bemalung.

## Flugziele
Als erstes Ziel im Linienflugverkehr wurde ab 1950 Carlisle angeflogen, gefolgt von Newcastle und Glasgow im Jahr 1952. Der ungewöhnlichste Einsatz war ein 17.000 Kilometer langer Charterflug mit einer Douglas DC-3 im Winter 1954, mit dem eine Ladung Textilien von Manchester nach Uganda befördert wurde. Auf dem Rückweg wurden in Aden (Jemen) 29 Handelsseeleute abgeholt, die zu ihrem Schiff nach Prestwick in Schottland befördert wurden. 
Der Schwerpunkt der Flugtätigkeit lag auf dem stetig wachsenden Chartergeschäft, sowohl für Passagiere als auch für Fracht. 

## Flotte

### Flotte bei Betriebseinstellung
- 2× Bristol 170
- 2× De Havilland DH.89 Dragon Rapide
- 2× De Havilland DH.114 Heron

### Zuvor eingesetzte Flugzeuge
- 1× weitere Bristol 170
- 3× weitere De Havilland DH.89 Dragon Rapide
- 2× Douglas DC-3

## Zwischenfälle
- Am 22. Dezember 1955 verunglückte auf einem Positionierungsflug vom Flughafen Isle of Man nach Düsseldorf eine Douglas DC-3 (Luftfahrzeugkennzeichen G-AMZC) der Manx Airlines. Trotz schlechter Sicht und plötzlich auftretender Nebelschwaden setzten die Piloten den Flug nach Sichtflugbedingungen (VMC) fort. Die Maschine geriet unter den Gleitpfad, kollidierte 5 Kilometer nordöstlich der Pistenschwelle des Flughafens Düsseldorf-Lohausen bei Ratingen mit Bäumen und stürzte ab. Die dreiköpfige Crew kam ums Leben. Auf dem Rückweg sollte Personal der Royal Air Force für das Weihnachtsfest nach Großbritannien befördert werden.[4][5]

- Am 27. Februar 1958 befand sich eine Bristol 170 Mk.21E der Manx Airlines (G-AICS) auf einem Charterflug vom Flughafen Ronaldsway nach Manchester, als es zu einem Controlled flight into terrain (CFIT) kam. Das Flugzeug war von der Muttergesellschaft Silver City Airways gemietet.[6] Da am Radiokompass ein falsches NDB-Funkfeuer gewählt worden war, kam es zu einem Navigationsfehler, der dazu führte, dass die Maschine 35 Kilometer nordnordwestlich des Zielflughafens Manchester in den 450 Meter hohen Hügel Winter Hill geflogen wurde. Von den 42 Insassen wurden 35 Passagiere getötet; 4 Passagiere und die 3 Besatzungsmitglieder überlebten. Dies war der zweitschwerste Unfall einer Bristol 170, gemessen an der Anzahl der Todesopfer.[7][8][9]